# أوغستين بوربونيه
أوغستين بوربونيه هو سياسي كندي، ولد في 19 مارس 1850، وتوفي في 5 أغسطس 1923. نشط حزبياً في الحزب الليبرالي الكندي. وقد انتخب عضو مجلس العموم الكندي.